# روكسيت (فرقة)
روكسيت هي مجموعة موسيقية سويدية. تأسست في عام 1986. الفرقة مكونة من عضوين، بير جيسلي وماري فريدريكسون. أغنيتهما "It Must Have Been Love" كانت إحدى أقوى الأغاني الفردية في قائمة EMI. نشرت لأول مرة كأغنية كريسماس في 1987 ثم كأغنية «عادية» في 1990. في 1991 نشرت الفرقة الألبوم الشهير «جوي رايد». ثم ذهبا في جولة حول العالم يعزفون في 107 حفلات. "Listen To Your Heart" هي أغنية شهيرة أخرى لروكسيت.

## روابط خارجية
- روكسيت على موقع IMDb (الإنجليزية)
- روكسيت على موقع ميوزك برينز (الإنجليزية)
- روكسيت على موقع أول ميوزيك (الإنجليزية)
- روكسيت على موقع ديسكوغز (الإنجليزية)